# Xaçınçay
Xaçınçay – rzeka w Azerbejdżanie. Bierze początek w Masywie Karabaskim, w rejonie Kəlbəcər i dalej płynie przez rejony: Ağdam, Tərtər i Bərdə. Uchodzi prawostronnie do Kury.
Ma 119 km długości. Różnica wysokości pomiędzy źródłem a ujściem wynosi 2900 m.